# Minamoto no Kaneakira
Minamoto no Kaneakira (兼明親王, também conhecido como Saki no Chūsho Ō, 914 - 987), membro da Família Imperial em meados do período Heian,importante poeta kanshi, destacado calígrafo e destacado ensaísta em sua época. 

## História
Kaneakira foi o décimo-sexto filho do Imperador Daigo com Fujiwara no Shuhime  (filha de Fujiwara no Sugane)  e irmão mais novo dos imperadores Suzaku e Murakami.  Em 932 ao atingir a maturidade sofre o protocolo de Shinseki kōka (臣籍降下, [しんせきこうか] Erro: {{japonês}}: texto da transliteração contém caractere não latino (pos 1) (ajuda)), pelo qual deixa de ter o status de realeza e passa a ser categorizado como Jushii (従四位, quarto escalão inferior). É nomeado Harima Gonmori (Assistente de Governador da Província de Harima) e Major da Guarda do Palácio.
Em 944 é nomeado Sangi, e desde então foi progressivamente elevando seu cargo para Assistente de Chūnagon, Chūnagon e Dainagon,  obtendo nesta época a classificação de Junii (segundo escalão). Em 971 é nomeado Sadaijin durante o reinado do Imperador En'yu. 
Em 975, Kaneakira construiu seu refúgio domiciliar no local onde esta localizado o atual complexo do templo Tenryū-ji (天龍寺) para homenagear o sagrado Monte Kameyama ("Montanha da Tartaruga").  . Passeava constantemente pela floresta de bambu, as estacas circunvizinhas de bambu talvez estimulassem Kaneakira a experimentar poeticamente a área ao redor da Montanha da Tartaruga, tão bonita auricularmente quanto visualmente. O som é proeminente na experiência da grama de bambu amplificada pelos troncos ocos. 
Em 977 por um Decreto Imperial Kaneakira é reconduzido a Família Imperial tornando-se novamente Shin'nō (Principe real) depois de 45 anos.  Em 978 é remanejado para o Chūmukyō (Ministério de Assuntos Internos).  Em 986 renuncia ao gabinete. Vindo a falecer no ano seguinte.
Há histórias sobre Kaneakira no Gōdanshō (Conversas do Clã Ōe)  e no Eiga monogatari (Contos de Glória, início do século XI). 

| Precedido por Fujiwara no Arihira | 29º Sadaijin (971 - 977) | Sucedido por Fujiwara no Yoritada |